# Státní moc
Státní moc je druhem veřejné moci, jde o schopnost státu vnutit svou vůli subjektům, které jsou v dosahu jeho právního řádu. Slouží jako prostředek organizace a řízení společenských vztahů uvnitř určité státní společnosti.
Stát jako subjekt státní moci se postupně vyvíjel od monokracie a aristokracie, přes různé modifikace zastupitelské demokracie, až ke stávající podobě, která v tradičním eurocentrickém a angloamerickém pojetí je mocensky vyvážená a kontrolovaná instituce, neboli věc veřejná (latinsky: res publica). V novějším pojetí je státní moc zastupitelské demokracie rozšířena o přímou spoluúčast občanů, přímou demokracii.

## Výkon státní moci
Výkon státní moci se dělí na:
- acta iure imperii – akty státu, které jsou motivovány výsostně politicky; stát zde vystupuje jako nositel své vlastní suverenity
- acta iure gestionis – akty, které nemají politický, ale jen hospodářský účel; stát zde nevystupuje jako suverén a neoplývá tudíž mezinárodněprávní imunitou

V České republice je čl. 2 odst. 3 Ústavou stanoveno, že státní moc slouží všem občanům a lze ji uplatňovat jen v případech, v mezích a způsoby, které stanoví zákon. Pokud by tomu tak nebylo a činnost ústavních orgánů by byla ochromena, vzniká právo na odpor.

## Dělba moci
V demokratickém právním státě existuje vyvážený systém tří mocí: zákonodárné, výkonné a soudní. Demokratický, svobodný systém věnuje velkou pozornost ústavním pojistkám, které omezují moc státu a zabraňují zneužití moci ve sféře lidských práv. Moc zákonodárná, moc výkonná a moc soudní jsou na sobě nezávislé, demokraticky kontrolovatelné a vzájemně vyvažované do rovnováhy. Naproti tomu vláda v totalitních režimech uplatňuje jednoty moci - neexistuje dělba na moc výkonnou, zákonodárnou a soudní.

### Zákonodárná moc
Zákonodárná moc (latinsky potestas legislativa) je oprávnění vydávat zákony. V moderní teorii státu je vedle moci výkonné a soudní jednou z nezávislých větví státní moci, svěřená parlamentu.
Z hlediska možných oblastí právní úpravy není zákonodárce ničím omezen, může tedy normovat kteroukoli oblast společenských vztahů. Pokud však přijatý zákon nebo některé jeho ustanovení odporuje ústavnímu řádu, může jej zrušit Ústavní soud.

### Výkonná moc
Výkonná moc nebo též exekutiva je složkou státní moci. Orgány výkonné moci jsou obvykle vláda a hlava státu (prezident či panovník). Podle formy vlády se sice může v detailech pravomoc a složení exekutivy měnit, ale v zásadě zůstává stejná.

### Soudní moc
Soudní moc nebo též justice je jedna ze složek státní moci. Vykonávají ji nezávislé soudy. Ty zákonem stanoveným způsobem zajišťují v občanskoprávním řízení ochranu subjektivních práv, v trestním řízení rozhodují o vině a trestu za trestné činy, ve správním soudnictví přezkoumávají akty orgánů veřejné správy a v ústavním soudnictví rozhodují o souladu právních předpisů i rozhodnutí s ústavou, případně rozhodují i o dalších věcech, které jsou jim zákonem svěřeny.
Při rozhodování je soudce vázán jen zákony a prameny práva vyšší právní síly. Soudce nesmí mít žádný vztah k věci, účastníkům a jejich zástupcům.